# Botan
Botan är en sjö i Hedemora kommun i Dalarna och ingår i Dalälvens huvudavrinningsområde. Sjön har en area på 0,126 kvadratkilometer och ligger 152,2 meter över havet. Sjön avvattnas av vattendraget Lustån (Fiskbäcksån).

## Delavrinningsområde

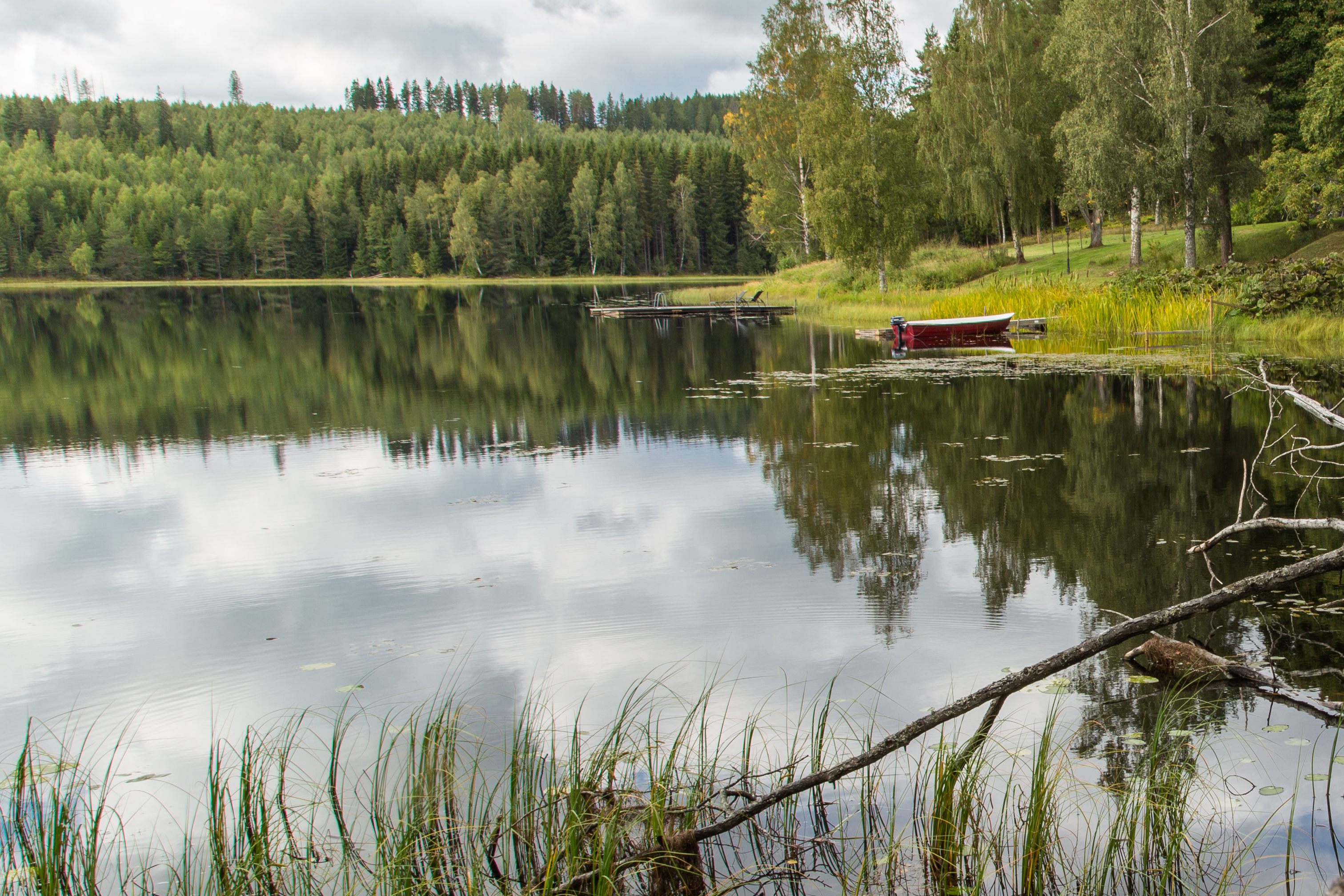
Botan

Botan ingår i det delavrinningsområde (668304-150297) som SMHI kallar för Utloppet av Botan. Medelhöjden är 190 meter över havet och ytan är 2,34 kvadratkilometer. Räknas de 13 avrinningsområdena uppströms in blir den ackumulerade arean 88,62 kvadratkilometer. Lustån (Fiskbäcksån) som avvattnar avrinningsområdet har biflödesordning 2, vilket innebär att vattnet flödar genom totalt 2 vattendrag innan det når havet efter 149 kilometer. Avrinningsområdet består mestadels av skog (82 procent). Avrinningsområdet har 0,13 kvadratkilometer vattenytor vilket ger det en sjöprocent på 5,4 procent.